# Marcjan Aleksander Ogiński
Marcjan Aleksander Ogiński (ur. 1632, zm. 26 stycznia 1690 w Obowie pod Trokami) – kniaź, kanclerz wielki litewski od 15 maja 1684, wojewoda trocki od 1670, krajczy wielki litewski od 1665, stolnik wielki litewski od 1661, podstoli wielki litewski od 1659, cześnik wielki litewski od 1654, chorąży trocki od 1654, stolnik trocki od 1647, pułkownik wojsk litewskich, dyrektor trockiego sejmiku relacyjnego 1679 roku.

## Życiorys
Syn kasztelana trockiego Aleksandra (zm. 1667), ostatniego prawosławnego senatora. Studiował w Akademii Krakowskiej, w 1651 roku rozpoczął służbę wojskową, gdzie został mianowany chorążym trockim, a następnie pułkownikiem królewskim. Uczestniczył w działaniach wojennych w 1657 roku przeciw Jerzemu II Rakoczemu. Odznaczył się osiągnięciami w działaniach przeciwko Szwedom, za co otrzymał nagrody. 
Poseł nieznanego sejmiku na sejm nadzwyczajny 1653 roku, poseł sejmiku trockiego na sejm 1661 roku, sejm 1664/1665 roku, drugi sejm 1666 roku, sejm nadzwyczajny 1668 roku, sejm zwyczajny abdykacyjny 1668 roku.
Jako poseł na sejm 1661 roku był delegatem na Trybunał Skarbowy Wielkiego Księstwa Litewskiego. Poseł sejmiku trockiego powiatu trockiego na sejm jesienny 1666 roku. Był elektorem Michała Korybuta Wiśniowieckiego z województwa trockiego w 1669 roku, jako deputat podpisał jego pacta conventa. Był członkiem konfederacji kobryńskiej  wojsk Wielkiego Księstwa Litewskiego w 1672 roku. Był deputatem z Senatu do Rady Wojennej przy królu w 1673 roku. W czasie elekcji 1674 roku popierał do korony polskiej cara Rosji Aleksego Michajłowicza. Był członkiem konfederacji generalnej zawiązanej 15 stycznia 1674 roku na sejmie konwokacyjnym. Elektor Jana III Sobieskiego z województwa trockiego w 1674 roku, podpisał jego pacta conventa. 
Porzucił w 1669 prawosławie dla katolicyzmu. Sprowadził dominikanów do Trok w 1678. 
Był fundatorem kolegium jezuitów w Mińsku. 
Marcjan Aleksander Ogiński być może jest sportretowany na obrazie Rembrandta Polski jeździec. Obraz został namalowany w czasie, gdy przebywał on na studiach w Niderlandach. Sugeruje się, że Ogiński zlecił namalowanie portretu tuż przed jego powrotem do Polski do jego macierzystego pułku w związku z potopem szwedzkim.
W 1687 podpisał akt spisku przeciwko królowi w Warszawie. Jednak schorowany przyznał się do winy, wydał swoich wspólników i wycofał się z życia politycznego. Zmarł w 1690 roku nie pozostawiając po sobie potomka.